# Stazione di Torre Orsaia
La stazione di Torre Orsaia è una fermata ferroviaria posta sulla linea Battipaglia-Reggio Calabria. Serve il centro abitato di Torre Orsaia.